# Blepisanis nigroapicaloides
Blepisanis nigroapicaloides är en skalbaggsart som först beskrevs av Stefan von Breuning 1951.  Blepisanis nigroapicaloides ingår i släktet Blepisanis och familjen långhorningar. Inga underarter finns listade.